# Sistemi d'irrigazione Aflaj
I Sistemi d'irrigazione Aflaj, patrimonio dell'umanità dell'UNESCO dal 2006, sono cinque luoghi di aflaj (Falaj Al-Khatmeen, Falaj Al-Malki, Falaj Daris, Falaj Al-Mayassar e Falaj Al-Jeela) che rappresentano i circa 5000 presenti in Oman. Il falaj più grande è il Falaj Daris, che si trova a circa 7 km da Nizwa.

## Descrizione
Questo tipo di installazione risale probabilmente al VI secolo, anche se esistono prove archeologiche che mostrano come alcuni manufatti simili esistessero già nel 2500 a.C. Aflaj è, in lingua araba, il plurale di falaj, che indica i canali grazie ai quali si assicura un'equa divisione dell'acqua. Grazie alla gravità l'acqua viene canalizzata spesso per molti chilometri a partire dalle sorgenti per fini soprattutto agricoli.
Lungo il percorso dei falaj sono state costruite molte torri di osservazione per controllare i sistemi di irrigazione e le condutture d'acqua. La gestione dei falaj e la ripartizione delle risorse idriche tra i vari villaggi, è gestita, da secoli, da un sistema giuridico ben preciso in cui si prevede che ogni proprietario di terreno paghi per il diritto all'acqua.
Tra gli altri edifici protetti dall'UNESCO ci sono le moschee, le case ed i locali in cui si discuteva la suddivisione dell'acqua. Attualmente il sistema di irrigazione è a rischio a causa del basso livello idrico delle falde acquifere sotterranee.